# Maino Marchi
Maino Marchi (Carpi, 22 gennaio 1957) è un politico italiano.

## Biografia
Laureato in economia e commercio, è stato segretario della FGCI di Mandrio di Correggio dal 1973 al 1975, e del PCI della stessa sezione dal 1975 al 1979.
Assessore comunale a Correggio dal 1977 al 1985. Presidente dell'USL del distretto di Correggio dal 1982 al 1986. È stato sindaco di Correggio dal 1986 al 1992 e vicepresidente della provincia di Reggio nell'Emilia dal 1992 al 1999.
Dal 1999 al 2006 è stato segretario della federazione di Reggio Emilia dei Democratici di Sinistra.
È stato eletto parlamentare per la prima volta per L'Ulivo nel 2006 e riconfermato per il Partito Democratico nel 2008 e nel 2013.